# Stari Grad (Sarajevo)
Stari Grad (der betyder "gammel by") er en kommune i Sarajevo, Bosnien-Hercegovina. Det er den ældste del og mest historisk vigtige del af Sarajevo. I hjertet er Basčarsija, den gamle bys markedssektor hvor byen blev grundlagt af osmannerne i det 15. århundrede.

## Eksterne links
- http://www.starigrad.ba/bs2/index.php Arkiveret 20. december 2016 hos  Wayback Machine

- Wikimedia Commons har flere filer relateret til Stari Grad (Sarajevo)

43°52′N 18°26′Ø / 43.87°N 18.43°Ø